# Asesinato de Michelini, Gutiérrez Ruiz, Barredo y Whitelaw
Zelmar Michelini y Héctor Gutiérrez Ruiz fueron dos legisladores uruguayos que fueron asesinados el 20 de mayo de 1976 en Buenos Aires, Argentina. Junto con sus cuerpos también aparecieron los de William Whitelaw y Rosario Barredo, quienes también fueron asesinados en ese acto represivo.
Al momento del cierre del Parlamento uruguayo por el Golpe de Estado del 27 de junio de 1973, Gutiérrez Ruiz era diputado del Partido Nacional y Zelmar Michelini del Frente Amplio y fueron obligados al exilio de Uruguay debido a su firme oposición a la dictadura militar que gobernaba en ese momento.
Los asesinatos de Michelini, Gutiérrez Ruiz, Whitelaw y Barredo formaron parte de una operación más amplia conocida como Operación Cóndor. Esta operación fue una campaña siniestra y coordinada de terrorismo de Estado orquestada por varias dictaduras sudamericanas durante las décadas de 1970 y 1980. Su objetivo era suprimir la disidencia política y eliminar a las personas que representaban una amenaza para los regímenes gobernantes.
El caso permaneció sin resolver durante décadas hasta que cuatro exmilitares uruguayos fueron acusados en 2006. En agosto de 2022, cuatro exmilitares argentinos también fueron imputados en relación con el caso.
En el libro Días y noches de amor y de guerra de Eduardo Galeano, se narran algunos detalles sobre la muerte Michelini y Gutiérrez Ruiz y algunas conversaciones previas que tuvo el autor con estos políticos.